# Quercy

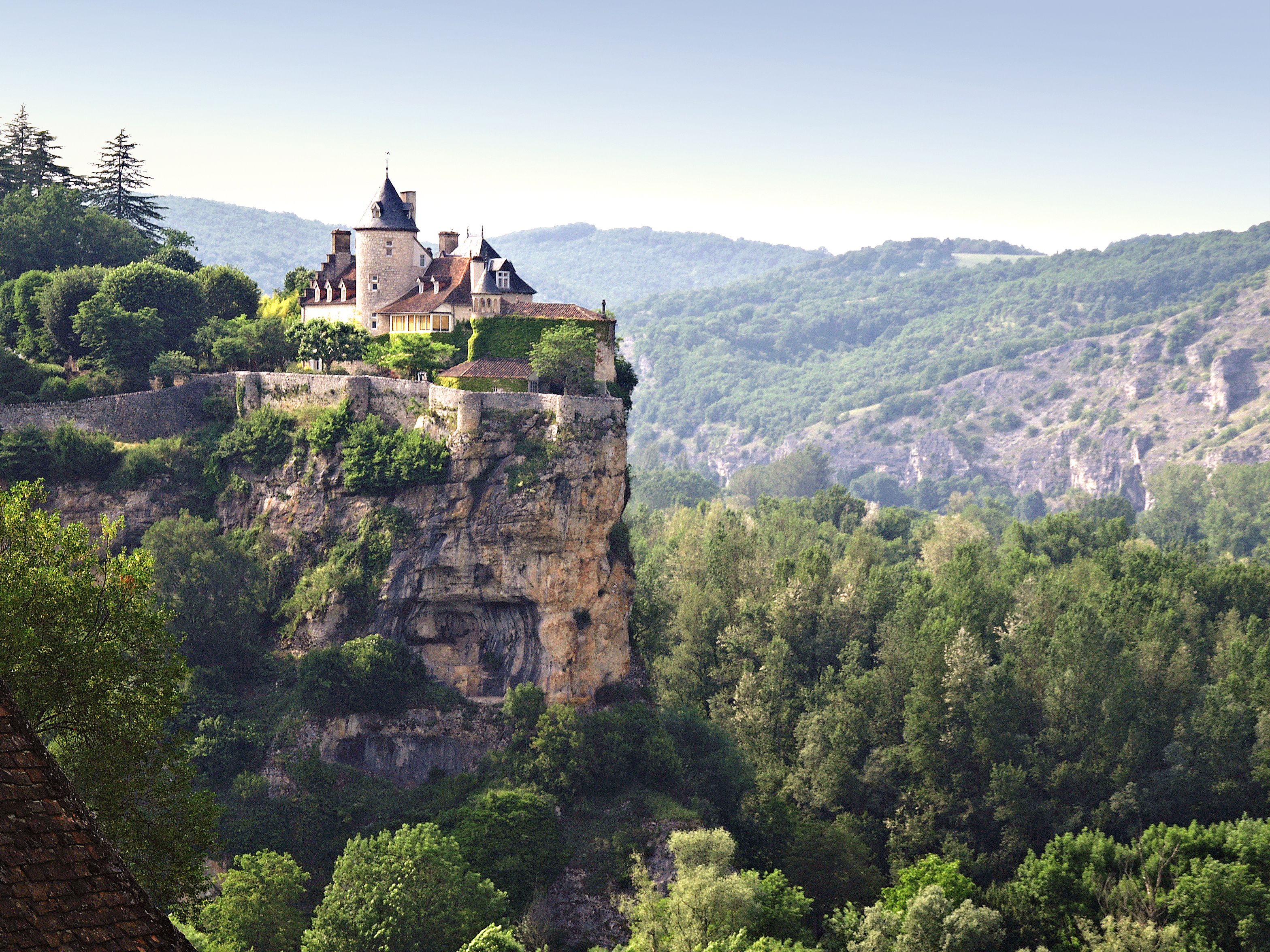
Chateau de Belcastel

Quercy ([kɛʁˈsi]; occitano: Carcin, [kaɾˈsi], localmente [kɔɾˈʃi]) è un'antica provincia del sud-ovest della Francia, confinante a nord col Limosino, a ovest col Périgord e l'Agenais a sud con la Guascogna e la Linguadoca e ad est con la Rouergue e l'Alvernia.

## Geografia

Mappa del Quercy

Oggi il territorio del Quercy è diviso tra i dipartimenti del Lot e la metà settentrionale del Tarn e Garonna. Il capoluogo tradizionale della provincia è Cahors, mentre la città più grande è Montauban, situata tuttavia in un'area frontaliera, che risente dell'influenza della Linguadoca. Altra area distinta è il Quercy Blanc, situato tra Cahors ed il confine meridionale del Lot, caratterizzato da edifici di calcare bianco.
Il Quercy ha una superficie di 6.987 km² e al censimento del 1999 contava 275.984 abitanti.
La provincia ha dato il nome al cadurcum, una varietà di lino.

## Storia

Stemma della signoria del Quercy (oggi stemma del Lot)

Sotto i Romani il Quercy era parte dell'Aquitania prima, dove il Cristianesimo giunse nel IV secolo. Nel VI secolo fu conquistato dai Franchi, divenendo nel IX secolo parte del regno franco d'Aquitania. Alla fine del X secolo era sotto il controllo del duchi di Tolosa. Durante le guerre tra Francia e Inghilterra, sotto il regno di Enrico II, gli inglesi stabilirono nella zona delle guarnigioni e nel 1259, con il Trattato di Parigi, il basso Quercy venne ceduto all'Inghilterra. I sovrani di Inghilterra e Francia confermarono e incrementarono i privilegi delle città della zona, entrambi nella speranza di ingraziarsene gli abitanti. Nel 1360, secondo il Trattato di Brétigny, l'intera provincia passò all'Inghilterra, ma nel 1440 gl'inglesi furono definitivamente espulsi. Nel XVI secolo il Quercy era una roccaforte protestante e teatro di sanguinose guerre di religione. Le guerre civili del regno di Luigi XIII interessarono in particolare l'area di Montauban, città che nell'estate del 1621 subì un assedio da parte delle truppe del re Luigi XIII, comandate dal medesimo.